# Slug (massa)
Nota: Para outros significados de Slug, ver Slug (desambiguação)
O slug é uma unidade de massa no Sistema Inglês, equivalente ao UTM do S.I. O slug se define como a massa que se desloca a uma aceleração de 1 ft/s² quando se exerce uma força de uma libra-força sobre ela.
Deve-se ter em conta que esta é a unidade oficial do sistema inglês quando se trata de massa. Portanto, as libras-massa devem ser primeiro transformadas a slugs e depois multiplicar dito número pela aceleração. Mas por conveniência se considera a magnitude de uma libra-massa e de uma libra-força iguais.
Esta unidade se utiliza para medir a massa, quando a força se mede em libras-força.
1 slug é aproximadamente igual a:
- 14,593902 quilogramas

- 32,174048 libras avoirdupois

- 1,4881638 UTM